# Иджипт-Лейк-Лето
Иджипт-Лейк-Лето (англ. Egypt Lake-Leto) — статистически обособленная местность, расположенная в округе Хилсборо (штат Флорида, США) с населением в 32 782 человека по статистическим данным переписи 2000 года.

## География
По данным Бюро переписи населения США статистически обособленная местность Иджипт-Лейк-Лето имеет общую площадь в 16,06 квадратных километров, из которых 15,54 кв. километров занимает земля и 0,52 кв. километров — вода. Площадь водных ресурсов округа составляет 3,24 % от всей его площади.
Статистически обособленная местность Иджипт-Лейк-Лето расположена на высоте 13 м над уровнем моря.

## Демография
По данным переписи населения 2000 года в Иджипт-Лейк-Лето проживало 32 782 человека, 8106 семей, насчитывалось 13 511 домашних хозяйств и 14 526 жилых домов. Средняя плотность населения составляла около 2041,22 человека на один квадратный километр. Расовый состав населённого пункта распределился следующим образом: 76,10 % белых, 7,99 % — чёрных или афроамериканцев, 0,37 % — коренных американцев, 3,39 % — азиатов, 0,05 % — выходцев с тихоокеанских островов, 3,98 % — представителей смешанных рас, 8,13 % — других народностей. Испаноговорящие составили 45,80 % от всех жителей статистически обособленной местности.
Из 13511 домашних хозяйств в 28,8 % воспитывали детей в возрасте до 18 лет, 40,1 % представляли собой совместно проживающие супружеские пары, в 14,8 % семей женщины проживали без мужей, 40,0 % не имели семей. 30,4 % от общего числа семей на момент переписи жили самостоятельно, при этом 5,5 % составили одинокие пожилые люди в возрасте 65 лет и старше. Средний размер домашнего хозяйства составил 2,42 человек, а средний размер семьи — 3,06 человек.
Население статистически обособленной местности по возрастному диапазону по данным переписи 2000 года распределилось следующим образом: 23,1 % — жители младше 18 лет, 11,3 % — между 18 и 24 годами, 34,8 % — от 25 до 44 лет, 20,6 % — от 45 до 64 лет и 10,2 % — в возрасте 65 лет и старше. Средний возраст жителей составил 33 года. На каждые 100 женщин в Иджипт-Лейк-Лето приходилось 95,2 мужчин, при этом на каждые сто женщин 18 лет и старше приходилось 92,0 мужчин также старше 18 лет.
Средний доход на одно домашнее хозяйство статистически обособленной местности составил 35 403 доллара США, а средний доход на одну семью — 38 805 долларов. При этом мужчины имели средний доход в 27 596 долларов США в год против 24 720 долларов среднегодового дохода у женщин. Доход на душу населения статистически обособленной местности составил 35 403 доллара в год. 12,5 % от всего числа семей в населённом пункте и 14,4 % от всей численности населения находилось на момент переписи населения за чертой бедности, при этом 20,7 % из них были моложе 18 лет и 12,7 % — в возрасте 65 лет и старше.